# Brunetto Latini

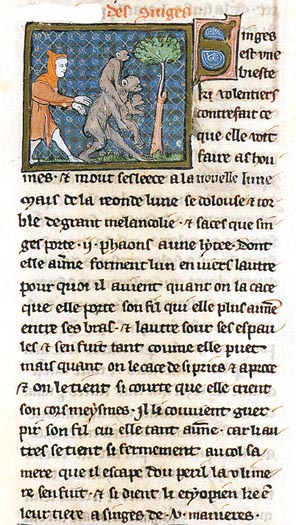
Utdrag från Latinis bok Tresor.

Brunetto Latini (latin: Burnectus Latinus, italienska: Burnecto Latino), född omkring 1220 i Florens, död 1294, var en italiensk filosof, akademiker och statsman, som blivit odödlig genom Dante Alighieris verk Divina Commedia.
Brunetto Latini föddes som son till guelfen Buonaccorso Latini, och tvingades därför under åren 1260-1266 gå i exil i Frankrike. Dessförinnan hade han i egenskap av ambassadör försökt vinna Alfonso el Sabio för sin sak att skydda Florens från Siena. När han 1266 återkom till Toscana utnämndes han till höga poster i staten och var under ett tjugotal år mycket framgångsrik. Enligt Giovanni Villani var Latini en framstående retor, filosof och skribent, och många alster på vers och prosa av hans hand har bevarats till eftervärlden.
Några av hans mest berömda skrifter tillkom under exilen, Tesoretto på italienska och Tresor, ett prosastycke, på franska. Båda är encyklopediska sammanfattningar av samtidens kunskap. Vidare översatte han några arbeten av Cicero till italienska.
I Dantes Commedia har Latini hamnat i helvetets tredje cirkel av sjunde kresten (Inferno XV), bland ”sodomiter”, vilket förbryllat forskare.